# Caproni Ca.113
Die Caproni Ca.113 war ein italienisches Schulflugzeug.

## Geschichte und Konstruktion
Dei Ca.113 wurde 1931 entwickelt und war als Doppeldecker ausgeführt. Ursprünglich wurden für diesen Zweisitzer Motoren vom Typ Walter Castor mit 270 PS (179 kW) verwendet. Bald jedoch wurde standardmäßig der deutlich stärkere Piaggio-Motor verwendet.
Das Flugzeug wurde für die Fortgeschrittenenausbildung verwendet und war auch eine hervorragende Kunstflugmaschine. Bereits in der Standardversion wurden mehrere Rekordflüge unternommen; mit weiter modifizierten Sonderversionen wurden einige weitere Rekorde eingestellt.

## Höhenrekord 1934
Für den Versuch, den Höhenrekord zu brechen, wurde eine Ca.113 mit einem Bristol Pegasus-Sternmotor mit zusätzlicher Kompressoraufladung ausgerüstet. Dieses Triebwerk wurde von der Firma Alfa Romeo in Lizenz gebaut und verwendete einen speziellen Vierblatt-Propeller. Die Spannweite wurde auf 14,15 m vergrößert. Mit diesem Flugzeug erreichte Renato Donati am 11. April 1934 mit der Höhe von 14.433 m einen Höhenweltrekord. Mit dem gleichen Flugzeug erzielte 1935 die Contessa Carina Negrone mit 12.010 m einen Höhenrekord für Frauen.

## Militärische Nutzung
Bulgarien
 Königreich Italien
- Regia Aeronautica

 Peru
 Portugal
1 Exemplar

## Technische Daten

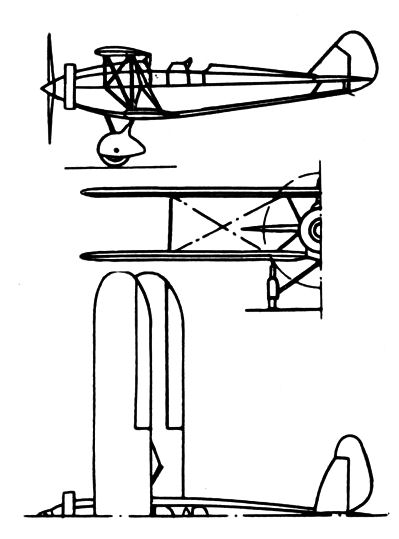
Dreiseitenansicht

| Kenngröße             | Daten                                                      |
| --------------------- | ---------------------------------------------------------- |
| Besatzung             | 2                                                          |
| Länge                 | 7,30 m                                                     |
| Spannweite            | 10,50 m                                                    |
| Höhe                  | 2,70 m                                                     |
| Flügelfläche          | 27 m²                                                      |
| Leermasse             | 850 kg                                                     |
| max. Startmasse       | 1100 kg                                                    |
| Höchstgeschwindigkeit | 250 km/h                                                   |
| Dienstgipfelhöhe      | 7315 m                                                     |
| Reichweite            | 300 km                                                     |
| Triebwerk             | 1 × Sternmotor Piaggio Stella VII C 35 mit 276 kW (375 PS) |